# Dendrochilum galbanum
Dendrochilum galbanum är en orkidéart som beskrevs av Jeffrey James Wood. Dendrochilum galbanum ingår i släktet Dendrochilum och familjen orkidéer. Inga underarter finns listade i Catalogue of Life.